# Distretto di Igli
Il distretto di Igli è un distretto della provincia di Béni Abbès, in Algeria, con capoluogo Igli.